# Преврат в Югославия
Превратът в Югославия от 27 март 1941 година е държавен преврат, отстранил регентския съвет на Югославия, оглавяван от княз Павле Караджорджевич, организиран с помощта на британското разузнаване.
Извършен е дни след присъединяването на страната към Тристранния пакт от пробритански офицери, водени от Душан Симович. Сваляйки регентския съвет и правителството на Драгиша Цветкович, те номинално предават управлението на непълнолетния крал Петър II Караджорджевич и съставят разнородно правителство на националното единство. Превратът води до напускането на Тристранния пакт, което е последвано в началото на април от нападение на част от членовете му срещу страната и нейната окупация.